# Serapista denticulata
Serapista denticulata là một loài ong trong họ Megachilidae. Loài này được Smith miêu tả khoa học đầu tiên năm 1854.